# Mayta Capac
Mayta Capac (du quechua Mayta Qhapaq) est le quatrième souverain inca du royaume de Cuzco. Son existence est semi-légendaire, comme celle des sept premiers rois incas.
Selon des ethno-historiens et archéologues en faveur d'une organisation diarchique du pouvoir incaïque, Mayta Capac, considéré comme un grand guerrier, co-règne le territoire impérial, gouvernant la partie « Hurin », ou basse, avec l’empereur Pachacútec, souverain de la partie « Hanan », ou haute.

## Notes et références

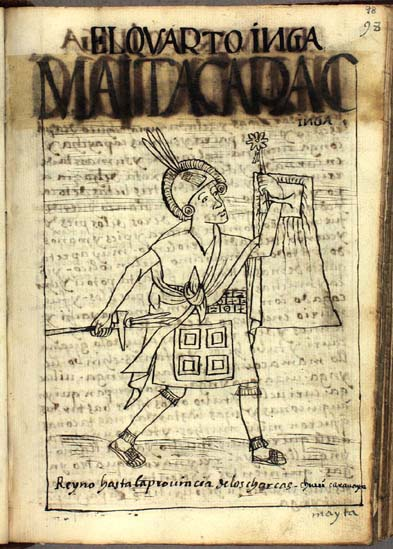
Le quatrième Inca : Mayta Cápac, dessin de Felipe Guaman Poma de Ayala dans Nueva crónica y buen gobierno (1615)